# Кейн, Эдвард
Эдвард Кейн (англ. Edward J. Kane; 30 июня 1935 — 2 марта 2023) — американский экономист.

## Биография
Бакалавр (1957) Джорджтаунского университета; доктор философии (1960) Массачусетского технологического института. Преподавал в университете Айова Стейт (1960—1961), Принстоне (1961—1966), университете Огайо Стейт (1972—1992) и Бостонском колледже (1966—1972 и с 1992). Лауреат премии Адама Смита (2002). Президент Международного атлантического экономического общества (2004-05).

## Основные произведения
- «Экономическая статистика и эконометрия: введение в квантитативную экономическую теорию» (Economic Statistics and Econometrics: An Introduction to Quantitative Economics, 1968);
- «Этические основания финансового регулирования» (Ethical Foundations of Financial Regulation, 1997).